# Niżnia Walentkowa Baszta
Niżnia Walentkowa Baszta (słow. Nižná Valentkova bašta, słow. Untere Valentinsbastei, węg. Alsó-Bálint-bástya) – niewybitny szczyt w głównej grani Tatr. Wznosi się na wysokość 2129 m w Walentkowej Grani pomiędzy Wyżnią Walentkową Szczerbiną (2124 m) i Niżnią Walentkową Szczerbiną (2120 m). Granią tą biegnie granica polsko-słowacka. Stoki wschodnie opadają ścianą do piargów nad Zadnim Stawem w Dolinie Pięciu Stawów Polskich, stoki północno-zachodnie również ścianą do kotła Walentkowe Kamienne w Dolinie Walentkowej.
Pierwsze znane przejście Walentkową Granią: latem Tadeusz Grabowski i Adam Staniszewski w 1907 r., zimą Edúard Ganoczi i István Zamkovszky w 1927 r.